# Norman J. Warren
Pour les articles homonymes, voir Warren.
Norman John Warren, né le 25 juin 1942 à Londres en Angleterre au Royaume-Uni et mort le 11 mars 2021,, est un réalisateur, producteur, scénariste et monteur de cinéma britannique, spécialisé dans les films d'horreur et de science-fiction.

## Filmographie

### Réalisation
- 1962 : The Dock Brief  (troisième assistant réalisateur)
- 1965 : Fragment
- 1967 : La Nuit des généraux (Night of the Generals) (troisième assistant réalisateur)
- 1967 : Sailor from Gibraltar (troisième assistant réalisateur)
- 1968 : Les Mains vicieuses (Loving Feeling)
- 1968 : Her Private Hell (en)
- 1976 : L'Esclave de Satan (Satan's Slave)
- 1977 : Le Zombie venu d'ailleurs (Prey)
- 1979 : Spaced out
- 1981 : Inseminoid
- 1984 : Warbirds Air Display
- 1985 : Person to Person
- 1986 : Gunpowder
- 1987 : Les Mutants de la Saint-Sylvestre ou Réveillon sanglant (Bloody New Year)
- 1992 : Meath School
- 1993 : Buzz

### Production
- 1992 : Meath School

### Scénario
- 1965 : Fragment
- 1968 : Loving Feeling (adaptation)

### Montage

#### Film
- 1965 : Shellarama (assistant monteur)
- 1965 : Fragment
- 1967 : Her Private Hell
- 1968 : Loving Feeling)
- 1970 : Rod the Mod (assistant monteur)
- 1970 : Oink!
- 1976 : Esclave de Satan (Satan’s Slave)
- 1984 : Warbirds Air Display
- 1993 : Buzz

#### Son
- 1979 : La Terreur des morts-vivants (Terror)